# محمد فرج (مصارع)
محمد فرج (مواليد 19 يوليو 1998) هو مصارع جزائري. حصل على الميدالية البرونزية في الألعاب الأفريقية وحاصل على ثلاث ميداليات، بما في ذلك ميداليتين ذهبيتين ، في بطولة المصارعة الأفريقية.

## المسار الرياضي
مثل الجزائر ‏ في المصارعة الحرة للرجال 97 كلغ في دورة ألعاب البحر الأبيض المتوسط 2018 التي أقيمت في طركونة في كاتالونيا الإسبانية. في عام 2019 مثل الجزائر ‏ في الألعاب الإفريقية التي أقيمت في الرباط بالمغرب وفاز بإحدى الميداليات البرونزية في المصارعة الحرة رجال لوزن 97 كلغ. في نفس العام، شارك أيضًا في وزن 92 كلغ ‏ في بطولة العالم للمصارعة 2019 التي أقيمت في نور سلطان بكازاخستان دون أن يفوز بميدالية.
تأهل لبطولة التصفيات الأولمبية لأفريقيا وأوقيانوسيا 2021 ‏ لتمثيل الجزائر في دورة الألعاب الأولمبية الصيفية 2020 في طوكيو باليابان. سُجل للمنافسة في وزن 97 كلغ للرجال لكنه لم ينافس.
فاز بالميدالية الذهبية في وزنه في بطولة 2022 الأفريقية للمصارعة ‏ التي أقيمت في الجديدة بالمغرب. شارك في وزن 97 كلغ رجال في ألعاب البحر الأبيض المتوسط 2022 التي أقيمت في وهران بالجزائر.

## النتائج الرئيسية
| السنة | المسابقة                   | موقع                      | نتيجة  | حدث        |
| ----- | -------------------------- | ------------------------- | ------ | ---------- |
| 2019  | بطولات المصارعة الافريقية ‏ | الحمامات ، تونس           | الثالث | حرة 92 كلغ |
| 2019  | دورة الالعاب الافريقية     | الرباط، المغرب            | الثالث | حرة 97 كلغ |
| 2020  | بطولات المصارعة الافريقية ‏ | الجزائر العاصمة ، الجزائر | الأول  | حرة 92 كلغ |
| 2022  | بطولات المصارعة الافريقية ‏ | الجديدة ، المغرب          | الأول  | حرة 92 كلغ |

## روابط خارجية
- محمد_فرج على موقع قاعدة بيانات المصارعة الدولية (الإنجليزية)
- محمد_فرج على موقع أوليمبيديا (الإنجليزية)